# Ard Alderts
Ard Alderts (Sint Nicolaasga, 14 januari 1969) is een Nederlandse schaatscoach en voormalig schaatser. In 2006 haalde hij brons op het Open Nederlandse kampioenschap marathonschaatsen op natuurijs. In 2007 organiseerde Alderts het Nederlands kampioenschap klunen. Een jaar later, in het seizoen 2007/2008, stopte hij als professioneel schaatser. Tegenwoordig werkt hij als schaatsploegleider.